# Grote schans (Zutphen)

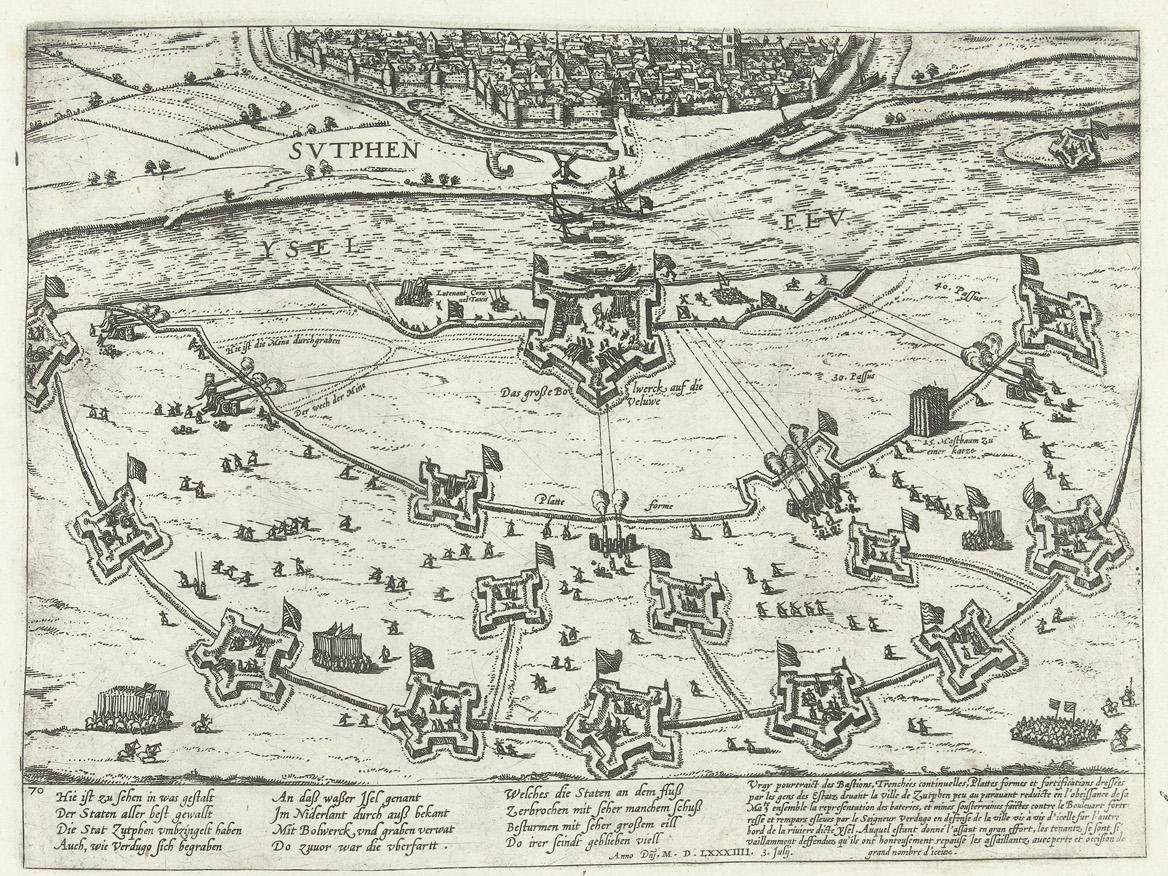
De grote schans ingesloten door Staatse schansen tijdens het Beleg van Zutphen (1584)

De Grote Schans of Schans voor Zutphen was oorspronkelijk een schans, die vrij snel na aanleg, verbouwd werd tot een fort met een permanente bezetting van soldaten. Het lag aan de linkeroever van de IJssel ten westen van de vestingstad Zutphen in het graafschap Zutphen, tegenwoordig Gelderland. Het werd in 1584 tijdens de Tachtigjarige Oorlog door de Staatsen aangelegd, maar versterkt en verbeterd door de Spanjaarden. Het was versterkt met vijf bastions.

## Geschiedenis
Na het verlies van Zutphen hadden de Staatsen besloten een schans op te werpen aan de linkeroever van de IJssel. Op 19 september 1583 werd toestemming verleend voor de bouw aan Johan van Scherpenzeel, drost van de Veluwe. De bouw was voltooid in 1584. Het was naar direct voorbeeld als Knodsenburg, ontwerper was de bekende vestingbouwer Adriaen Anthonisz. In die winter was deze schans ondergelopen en werd deze weer verlaten. De Spanjaarden namen daarop meteen de schans in hun bezit. Zij herstelden de schade. Vanuit de schans werden plundertochten ondernomen op het Kwartier van Veluwe. Vanaf mei tot juli probeerde Filips van Hohenlohe-Neuenstein middels een schansenoorlog tevergeefs de schans te heroveren. Na het mislukte Beleg van Zutphen (1586) wist Robert Dudley enkele Spaanse schansen te veroveren, waardoor Taxix de 800 Spaanse soldaten die de schans bezet hielden, liet terugtrekken. Dudley liet de schans flink versterken en verbeteren. Op kaarten is zichtbaar dat in het midden van het terreplein een kapel staat, omringd met enkele barakken. Hij plaatste het bevel over het fort onder commando van Rowland York. York liet de schans echter door verraad opnieuw in Spaanse handen vallen op 17 januari 1587. York werd in 1588 als verrader vergiftigd door de Spanjaarden. Tijdens het Beleg van Zutphen (1591) wist Maurits van Oranje door een list de schans weer in Staatse handen te krijgen. Hij gaf ridder François van Veere opdracht om zich met enkele soldaten (vermomd als hooiende boerinnen) boter, kaas en eieren te verkopen aan de poortwachters. Eenmaal binnen haalden ze hun roer tevoorschijn. Maurits liet het lichaam van Rowland York opgraven, om hem alsnog als verrader aan de galg op te hangen. Wat er met de schans is gebeurd is onbekend. Anno 21ste eeuw zijn er ter plaatse (in De Hoven) geen overblijfselen zichtbaar.